# Wum (peuple)
Pour les articles homonymes, voir Wum (homonymie) et Aghem.
Les Wum (ou Wuum ou Aghem) sont un peuple d'Afrique centrale surtout présent au nord-ouest du Cameroun.

## Langues
Leur langue est le wum (ou yum, aghem), une langue bénoué-congolaise dont le nombre de locuteurs était estimé à 26 700 en 2000. L'anglais et le pidgin camerounais sont également utilisés.

## Culture

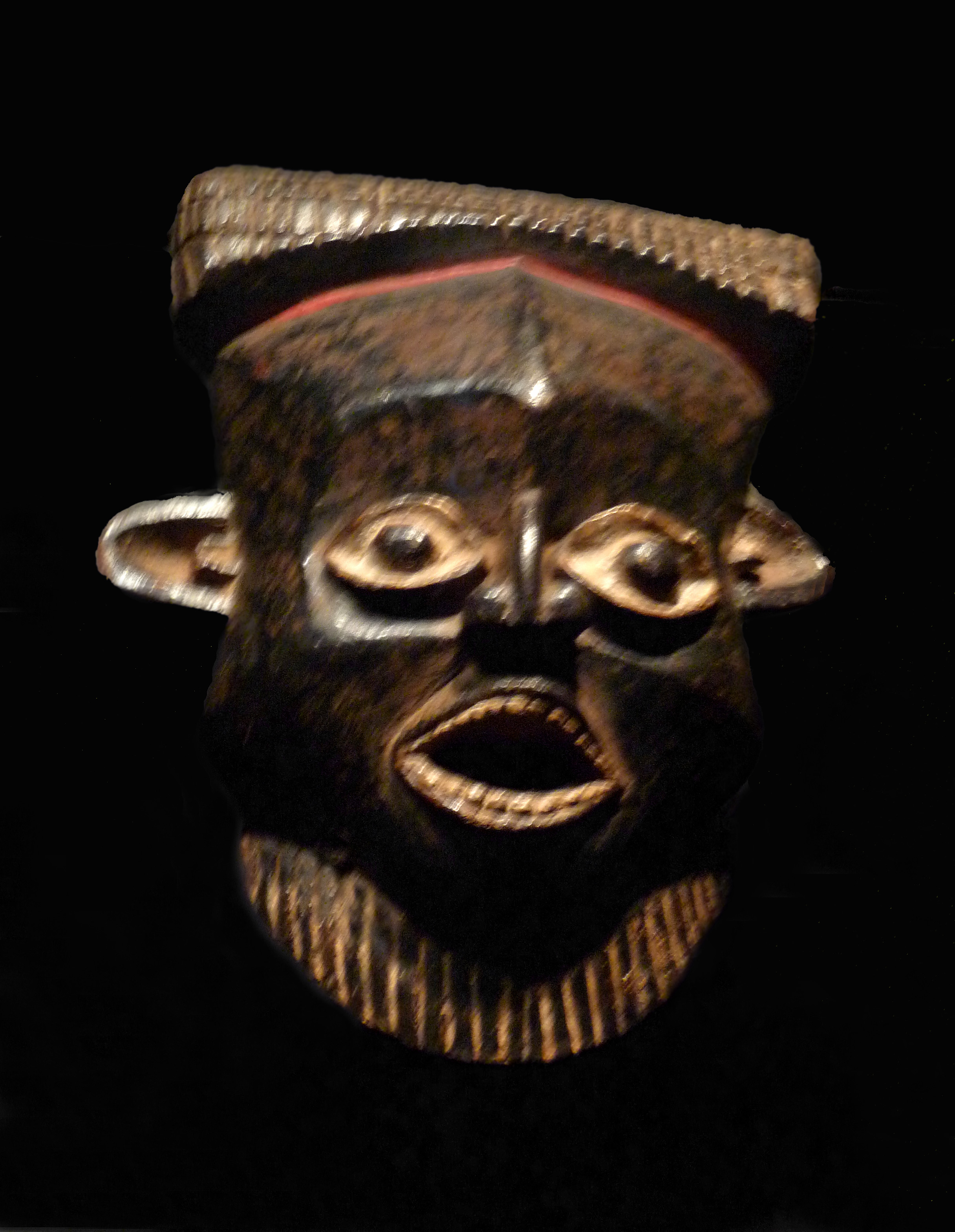
Masque de danse akam